# Charlotte Sting 2006
La stagione 2006 delle Charlotte Sting fu la 10ª e ultima nella WNBA per la franchigia.
Le Charlotte Sting arrivarono quinte nella Eastern Conference con un record di 11-23, non qualificandosi per i play-off.

## Roster
| N° | Naz.                   | Ruolo | Sportivo           | Anno | Alt. | Peso |
| -- | ---------------------- | ----- | ------------------ | ---- | ---- | ---- |
| 2  | Stati Uniti (bandiera) | GA    | Sheri Sam          | 1974 | 183  | 73   |
| 4  | Stati Uniti (bandiera) | A     | Janel McCarville   | 1982 | 188  | 100  |
| 10 | Stati Uniti (bandiera) | G     | LaToya Bond        | 1984 | 175  | 60   |
| 12 | Stati Uniti (bandiera) | A     | Ayana Walker       | 1979 | 191  | 65   |
| 13 | Stati Uniti (bandiera) | G     | Kelly Mazzante     | 1982 | 183  | 70   |
| 21 | Stati Uniti (bandiera) | GA    | Allison Feaster    | 1976 | 180  | 76   |
| 25 | Stati Uniti (bandiera) | G     | Monique Currie     | 1983 | 183  | 80   |
| 30 | Stati Uniti (bandiera) | G     | Helen Darling      | 1978 | 168  | 74   |
| 33 | Bielorussia (bandiera) | C     | Alena Leŭčanka     | 1983 | 196  | 88   |
| 42 | Stati Uniti (bandiera) | C     | Tye'sha Fluker     | 1984 | 196  | 95   |
| 50 | Stati Uniti (bandiera) | AC    | Tangela Smith      | 1977 | 193  | 73   |
| 55 | Canada (bandiera)      | C     | Tammy Sutton-Brown | 1978 | 193  | 91   |

## Staff tecnico
- Allenatore: Muggsy Bogues
- Vice-allenatori: Earl Cureton, Shelley Patterson
- Preparatore atletico: Monica Murrell